# 森川公也
森川 公也（もりかわ きんや、1932年3月17日 - 1989年12月11日）は、日本の俳優、男性声優。本名同じ。
満洲国哈爾浜市出身。明治大学英文学科卒業。

## 人物
第二次世界大戦まで満洲国で過ごし、戦後は広島県に引き揚げて広島県立呉三津田高等学校を卒業。
明治大学入学後は、のちに俳優となる金内吉男たちと演劇活動を行い、大学卒業後の1952年に東京演技研究所に入所。その後は、劇団現代派、劇団中芸を経て1961年に劇団演劇座に所属する。東京芸術座、鈴木事務所、文芸ぷろだくしょん、劇団四季、タドポール企画、プロダクションエム・スリー、モリヤマ企画、エムワイ企画、MOU企画、大沢事務所にも所属していた。
吹き替え草創期から活躍しており、ロバート・デュヴァルの専属（フィックス）声優として知られていた。
俳優としては悪役が多く、1962年の紹介記事では、悪役が多いことについて抵抗があると述べており、演じてみたい役柄として平凡なサラリーマン役を挙げている。
『欽ちゃんのどこまでやるの!?』の推理ドラマのコーナーでは、ナレーションとして出演した。1989年12月11日、逝去。

## 後任
森川の死後、持ち役を引き継いだ人物は以下の通り。
- 小林清志 - 探偵マイク・ハマー シーズン3（マイク・ハマー：ステイシー・キーチ）
- 佐々木薫 - 地獄のコマンド（マッド・ハンター）※BD追加収録部分

## 出演

### テレビドラマ
- 忍者部隊月光 第33話「入道雲作戦 - 前篇 - 」（1964年） - ブラック団教官・ラムダ
- 鉄道公安36号
  - 第101話「報復の起点」（1965年）
  - 第124話「女のプラットホーム」（1965年）
  - 第194話「雪原の母情」（1967年）
- ウルトラQ 第26話「燃えろ栄光」（1966年） - スポーツ記者
- 三匹の侍 第4シリーズ 第15話「負け犬」（1967年） - 弥八
- 江戸川乱歩シリーズ 明智小五郎 第8話「貴女は覗かれている」（1970年） - 留吉
- 天皇の世紀 第1部（1971年） - 阿部正外
- 遠山の金さん捕物帳 第116話「坊主が惚れた女」（1972年） - 桑山
- 荒野の素浪人 第44話「潜入 魔の樹海」（1972年） - 赤沢
- ふりむくな鶴吉
- 破れ傘刀舟悪人狩り
  - 第7話「忘却の女」（1974年） - 清次郎
  - 第28話「悪の花が飛んだ」（1975年） - 宗吉
  - 第50話「恐怖の脱獄者」（1975年）
  - 第107話「おんな捕物地獄花」（1976年）
  - 第115話「十八年目の女」（1976年） - 和助
- 大江戸捜査網
  - 第222話「仕掛けられた前科者」（1975年） - 林田
  - 第268話「撃滅! 江戸の黒い霧」（1976年） - 源三
  - 第425話「女忍者涙の姉弟愛」（1980年） - 三郎左
- 破れ奉行
  - 第5話「暗黒街の紅い花」（1977年） - 辰吉
  - 第13話「人買い!女地獄船」（1977年） - 辰吉
- 伝七捕物帳
  - 日本テレビ版
    - 第78話「娘さらい お化け騒動」（1975年） - 浪人
    - 第100話「花のお江戸の喧嘩鳶」（1976年） - 宇之吉
    - 第126話「花の蕾の十八娘」（1976年） - 太吉
    - 第144話「男一匹度胸が御座る」（1977年） - 弥吉
    - 第148話「実る情の職人気質」（1977年） - 直蔵

  - テレビ朝日版（1979年）
    - 第15話「お光のお願い」
    - 第22話「燃えろ！紫十手」- 下谷の仁助
- 江戸の鷹 御用部屋犯科帖 第5話「行方不明! 謎の60人」（1978年）
- 達磨大助事件帳 第18話「雪に散る子守り唄」（1978年） - 播磨屋利兵衛
- 東京メグレ警視シリーズ 第17話「警視と公園の女」（1978年）
- 破れ新九郎
  - 第3話「ねずみ小僧獄門首」（1978年） - 中島乙次郎
  - 第17話「必殺! 無双一本槍」（1979年） - 岸井
- 若さま侍捕物帳 第15話「参上!! 吸血鬼」（1978年）
- 桃太郎侍 第139話「奇跡を運ぶ白い鳩」（1979年）
- 鬼平犯科帳 第1シリーズ 第13話「蛇の眼」（1980年）

### 映画
- 第五福竜丸（1959年）

### 吹き替え

#### 俳優
ショーン・コネリー
- シークレット・レンズ（パトリック・ヘイル）
- 氷壁の女（ダグラス・メレディス）
- プレシディオの男たち（アラン・コールドウェル）※機内上映版

ジョン・ヴァーノン
- アニマル・ハウス（ヴァーノン・ウォーマー学長）※テレビ朝日版
- ドラブル（マッキー）
- ナイトライダー シーズン2 #18（キャメロン・ザッカリー）

ユル・ブリンナー
- 王様と私（王）※東京12ch版
- カラマゾフの兄弟（ドミトリイ）
- ネレトバの戦い（ヴラド）※TBS版

ロバート・デュヴァル
- キラー・エリート（ジョージ・ハンセン）
- ゴッドファーザー（トム・ヘイゲン）※日本テレビ版
- ゴッドファーザー PART II（トム・ヘイゲン）※日本テレビ版
- シャーロック・ホームズの素敵な挑戦（ジョン・H・ワトソン）
- ナチュラル（マックス）※テレビ朝日版
- ネットワーク（フランク・ハケット）※TBS版
- バッジ373（エディ・ライアン）
- ブレイクアウト（ジェイ・ワグナー）

#### 映画
- 赤いベレー（カナダ〈アラン・ラッド〉）※NET版
- イージー・ライダー（ヒッチハイカー〈ルーク・アスキュー〉）
- 生き残るヤツ（J〈ジョージ・シーガル〉）
- ヴァイキング（アイナー〈カーク・ダグラス〉）※TBS版
- 宇宙戦争（クレイトン・フォスター博士〈ジーン・バリー〉）※東京12ch版
- 裏切りの荒野（ドン・ホセ〈フランコ・ネロ〉）※TBS版
- 駅馬車（ハットフィールド〈マイク・コナーズ〉）※東京12ch版
- エクスタミネーター（ダルトン警部〈クリストファー・ジョージ〉）※フジテレビ版
- SF火星の謎/アストロノーツ（ジョン・フィリップス）
- SF巨大生物の島（サイラス・ハーディング大尉〈マイケル・クレイグ〉）※日本テレビ版
- オーシャンと十一人の仲間（ジミー・フォスター〈ピーター・ローフォード〉）※フジテレビ版
- オスロ国際空港/ダブル・ハイジャック（マーティン・シェパード〈ジョン・クエンティン〉）
- カプリコン・1（ロバート・コールフィールド〈エリオット・グールド〉）※機内上映版
- カラミティ・ジェーン（ダニー・ギルマーティン〈フィリップ・キャリー〉）
- 華麗なる大泥棒（ラルフ〈ロベール・オッセン〉）※日本テレビ版
- キング・オブ・キングス（ルキウス〈ロン・ランデル〉）
- グラン・プリ（ピート〈ジェームズ・ガーナー〉）
- グリーン・ベレー（ジョージ・バックワース記者〈デビッド・ジャンセン〉）※TBS版
- 黄色いロールス・ロイス（ダヴィッチ〈オマル・シャリーフ〉）
- 奇跡の人（ケラー大尉）
- 恐怖のエレベーター/高層ビルパニック（ピート〈ドン・ストラウド〉）
- 恐怖の魔力/メドゥーサ・タッチ（ジョン・モーラー〈リチャード・バートン〉）
- 恐竜の島（ボウエン・タイラー〈ダグ・マクルーア〉）
- 黒水仙（ディーン〈デヴィッド・ファーラー〉）※TBS新録版
- 軍用列車（フェアチャイルド知事〈リチャード・クレンナ〉）※TBS版
- 個人教授（エンリコ・フォンタナ〈ロベール・オッセン〉）※VHS版
- サーカスの世界（アルド〈リチャード・コンテ〉）※日本テレビ版
- さらば友よ（フランツ・プロップ〈チャールズ・ブロンソン〉）※TBS版
- 地獄のコマンド（マット・ハンター〈チャック・ノリス〉）
- 地獄のヒーロー（ジェームス・ブラドック〈チャック・ノリス〉）
- シシリアン（アルド・マナレーゼ〈イブ・ルフェーブル〉）
- シティ・オン・ファイア（バリー・ニューマン）
- シベールの日曜日（ベルナール〈アンドレ・オウマンスキー〉）
- シャイアン砦（ウィル・コーディ〈ガイ・ストックウェル〉）※NET版
- ジャガーノート（アンソニー・ファロン海軍少佐〈リチャード・ハリス〉）
- 重犯罪特捜班/ザ・セブン・アップス（ボー）※テレビ朝日版
- 上流社会（ジョージ・キトリッジ）※TBS版
- 少林寺木人拳（法愚〈カム・コン〉[16]）※TBS版
- 新・動く標的（ルー・ハーパー〈ポール・ニューマン〉）※テレビ朝日版
- 人類SOS!（ビル・メイスン〈ハワード・キール〉）※東京12ch版
- ズール戦争（ジョン・チャード中尉〈スタンリー・ベイカー〉）
- スカイ・ハイ（ジャック・ウィルトン〈ジョージ・レーゼンビー〉）
- スクープ 悪意の不在（マイケル・ギャラガー〈ポール・ニューマン〉）
- 西部に来た花嫁（ザンディ・アラン〈ジーン・ハックマン〉）
- 戦場にかける橋（ヒューズ少佐〈ジョン・ボクサー〉）※フジテレビ版
- 戦争のはらわた（シュタイナー〈ジェームズ・コバーン〉）
- ダーティファイター 燃えよ鉄拳（ジャック・ウィルソン〈ウィリアム・スミス〉）
- 大西部無頼列伝（スキメル〈ジェラルド・ハーター〉）※TBS版
- 大草原（ブライス・チャンバレン〈メルヴィン・ダグラス〉）
- 誰が為に鐘は鳴る（プリミティヴォ〈ヴィクター・ヴァルコニ〉）※TBS版
- 地球の危機（ミゲル・アルヴァレス〈マイケル・アンサラ〉）※LD版
- 追撃機（ダミル・イミル大佐〈リチャード・イーガン〉）
- ディミトリアスと闘士（ディミトリアス〈ヴィクター・マチュア〉）
- テキサス（ロドニー・スティンプソン大尉〈ピーター・グレイブス〉）※テレビ朝日版
- テンタクルズ（ウィル・グリーソン〈ボー・ホプキンス〉）※テレビ東京版
- ドイツ戦車軍団撃滅作戦（ブルース・クレイ大尉）
- 特攻大作戦（ジョン・ライズマン少佐〈リー・マーヴィン〉）
- 特攻大戦線（ウリアーノフ〈フランク・ヴォルフ〉）※フジテレビ版
- ナイトムーブス（ハリー〈ジーン・ハックマン〉）
- 情無用のジャンゴ（ジャンゴ〈トーマス・ミリアン〉）
- ナバロンの嵐（マロリー〈ロバート・ショウ〉）※テレビ朝日版
- パーマーの危機脱出（ジョニー・ヴァルカン〈ポール・ハシミッド〉）
- 左きゝの拳銃（ギャレット〈ジョン・デナー〉）
- フェラーリの鷹（ジャン＝ポール・ドッセナ）
- 復活（裁判長〈P・マッサリスキー〉）
- ブラス・ターゲット（デルーカ〈ジョン・カサヴェテス〉）
- ポセイドン・アドベンチャー2（マイク・ターナー〈マイケル・ケイン〉）※日本テレビ版
- マックイーンの絶対の危機（デイヴ警部補〈アール・ロウ〉）※日本テレビ版
- 窓からローマが見える（カルロ）
- マフィア（フランコ・ネロ）
- 皆殺しのガンファイター（ブラドックス〈ステリオ・カンデッリ〉）
- メリー・ディア号の難破（ジョン〈チャールトン・ヘストン〉）※NET旧録版
- 野獣捜査線（ルイス・コマチョ〈ヘンリー・シルヴァ〉）
- 闇の標的（ジョン・コナー〈パトリック・マクグーハン〉）
- ユリシーズ（ユリシーズ〈カーク・ダグラス〉）※フジテレビ旧録版
- 予期せぬ出来事（レス・マングラム〈ロッド・テイラー〉）※TBS版
- 掠奪された七人の花嫁（アダム〈ハワード・キール〉）※TBS版
- レガシー（ピート〈サム・エリオット〉）※TBS版
- レッド・ムーン（ニック・タナ〈ロバート・フォスター〉）
- ロング・グッドバイ（フィリップ・マーロウ〈エリオット・グールド〉）
- 私は死にたくない（カール〈セオドア・ビケル〉）

#### ドラマ
- オーソン・ウェルズ劇場（〈ドナルド・プレザンス〉）
- 刑事コジャック シーズン1 #1（ジャック・マージ）
- 刑事コロンボ 秒読みの殺人（マーク・マキャンドリュー）
- ジェシカおばさんの事件簿 愛犬が犯人なんて・富豪の娘事故死の真相は?（ボズウェル〈ディーン・ジョーンズ〉）
- 0011ナポレオン・ソロ 第77話（ペトロス〈ロバート・ウォルダース〉）
- 大草原の小さな家
  - 愛と祈り（ウィン〈ジェームズ・シゲタ〉）
  - 自由への旅（リトル・クロー〈ニック・ラマス〉）
  - ある医師（ドクター・ルドウ〈ドン・マーシャル〉）
- ダンディ2 華麗な冒険 #12（リチャード・コンゴート首相）
- 探偵マイク・ハマー 殺しのノクターン
- 地上最強の美女たち!チャーリーズ・エンジェル
  - シーズン1 #2（ニック・ドイル）、#9（ウィリアム・ビリングス軍曹〈L・Q・ジョーンズ〉）
  - シーズン2 #10（バック・ウィリス）、#15（エド・コール）
- 地上最強の美女バイオニック・ジェミー シーズン2 #4（ペン・マザース〈バート・クレイマー〉）
- 超音速攻撃ヘリ エアーウルフ
  - シーズン1 #9（マーティン・ジェームズ・ヴィドー大佐）
  - シーズン2 #6（ジェイソン・ダリアス）
- 電撃スパイ作戦 #25（サム・バクスター艦長〈ポール・マックスウェル〉）
- 逃亡者 #3（プレストウィック警部〈ジェリー・パリス〉）
- 特別狙撃隊S.W.A.T. シーズン1 #8（カウボーイ〈ウィリアム・スミス〉）
- 特攻ギャリソン・ゴリラ　#12(米軍大尉)
- パパの再婚（パパ〈ネッド・ウィルソン〉）
- マイコン大作戦 #5 博物館侵入プログラム（ブラックソーン〈チャールズ・ナピア〉）

### テレビアニメ
- ザ☆ウルトラマン（1979年） - アキヤマ
- ルパン三世 (TV第2シリーズ)（1980年）
- 太陽の使者 鉄人28号（1981年） - ヘンケル
- 鉄腕アトム（第2作）（1981年） - プルートウ
- 六神合体ゴッドマーズ（1981年） - ヘルツ

### ナレーション
- 欽ちゃんのどこまでやるの!?（推理ドラマ）